# میتسوبیشی کی-۱۸
میتسوبیشی کی-۱۸ (به انگلیسی: Mitsubishi Ki-18) یک هواپیمای ساختِ کارخانهٔ صنایع سنگین میتسوبیشی در کشور ژاپن است . نخستین استفاده‌کنندهٔ این هواپیما Imperial Japanese Army Air Force بوده‌است. این هواپیما برای نخستین بار در ۱ اوت ۱۹۳۵ میلادی مورد استفاده قرار گرفت.